# Танк Боба Семпла
Танк Боба Семпла (англ. Bob Semple tank) — новозеландский импровизированный средний танк, разработанный министром труда от лейбористов Робертом Семплом на базе гусеничного трактора Caterpillar D8 во времена Второй мировой войны.

## История создания

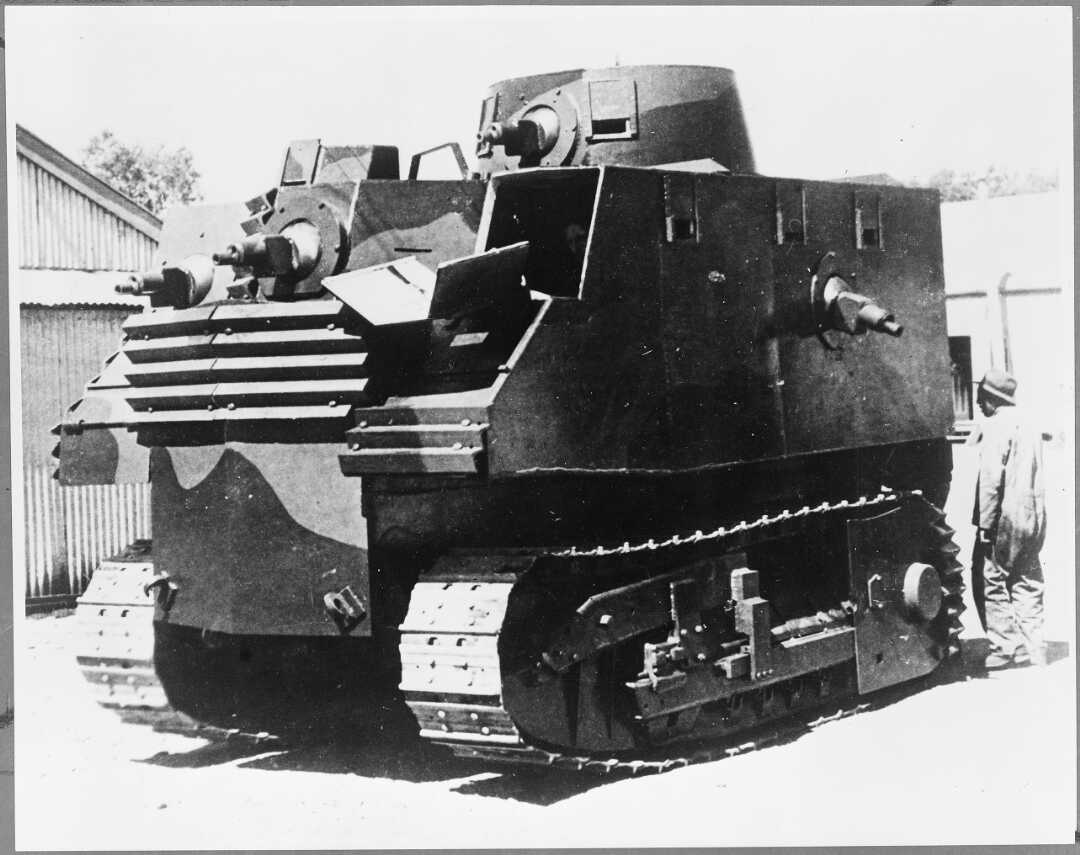

Так как ожидалось, что боевые бронированные машины будут предоставлены Великобританией, Новая Зеландия не имела собственного производства боевых бронированных машин. Идея вооружить бронетехникой новозеландскую армию была ещё до войны, но тогда она не особо рассматривалась. В 1940 году было предложено использовать американский 6-тонный бронированный танк Disston 1937 года, построенный на базе Caterpillar Model 35, который тогда был продан Афганистану.
Новая Зеландия производила импровизированные бронетранспортёры, так как не имела возможности получить бронетранспортёры Universal Carrier из Австралии. После падения Франции в середине 1940 года и потери там большей части британских танков, производство танков для нужд Новой Зеландии было маловероятным. Было сочтено, что вместо того, чтобы получить бронетехнику, Новая Зеландия должна производить свою собственную, используя свои материалы и ресурсы.
Было решено, что подходящей конструкцией для войны будет бронированный трактор, так как если возникнет необходимость в защите техники, большие гофрированные надстройки для танка могли бы быть закреплены болтами к трактору в течение нескольких часов, что позволило бы быстро переоборудовать технику.
Первый прототип танка (из низкоуглеродистой стали) был построен на базе гусеничного трактора Caterpillar D8, который был легко доступен. Так как в Департаменте общественных работ имелся 81 Caterpillar D8, и еще 19 были на хранении. Отсутствие пушки означало, что танк должен был быть оснащен шестью пулеметами Bren — по одному с каждой стороны, два спереди, один в башне и один сзади. Танк был очень высоким — 3,65 м, и его характеристики были низкими. Из-за отсутствия броневой пластины использовалась гофрированная (марганцевая) обшивка в расчете на то, что она будет отражать вражеские снаряды. В экипаж из восьми человек входил наводчик, которому приходилось ложиться на матрас поверх двигателя, чтобы выстрелить из пулемёта.
Танк был сконструирован без использования каких-либо чертежей. Используя доступные ресурсы, Роберт Семпл быстро изготовил танк в мастерской Департамента общественных работ в Темуке. Еще два танка были построены в мастерских Департамента железных дорог Новой Зеландии. Первый танк стоил 5 902 фунта стерлингов, а второй и третий вместе стоили 4 323 фунта стерлингов. Общая стоимость трёх танков составила 10 225 фунтов стерлингов (хотя для армии был выставлен счет только на 3 414 фунтов стерлингов).
Идея состояла в том, чтобы перевооружить армию танками на случай японского вторжения. От этой идеи отказались после того, как танки вызвали насмешки общественности, но тем не менее, Роберт Семпл поддержал свой замысел и заявил: «Я не вижу, чтобы кто-то другой предлагал лучшие идеи».
Так как верхнюю часть танка торопливо закрепили к трактору болтами, полученная машина была недостаточно бронированной, чрезвычайно тяжелой и с ограниченной трансмиссией на малых скоростях. Кроме того, из-за формы корпуса и чрезмерных вибраций, стрельба из танка была сложной и неточной. Из-за таких недостатков танк часто попадал в списки «Худших танков».
В конце концов, из-за непрактичности танки подлежали утилизации. Им были присвоены армейские серийные номера NZ6292 (хранился в Папакуре) и NZ3494 и NZ 3495 (хранились в Бернеме). Один из них отправился в Тихий океан в 1944 году, лишившись брони.